# Cei-Rigotti
O Cei-Rigotti (também conhecido como fuzil a gás Cei) era um fuzil automático criado nos últimos anos do século XIX por Amerigo Cei-Rigotti, um oficial do Exército Real Italiano. Embora o fuzil nunca tenha sido oficialmente adotado por nenhuma força armada, ele foi testado extensivamente pelo exército italiano durante os preparativos para a Primeira Guerra Mundial.

## Descrição

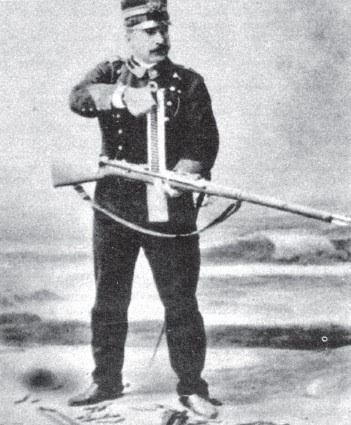
Foto de cerca de 1900 mostrando um soldado italiano demonstrando a carga de uma versão de alta capacidade do fuzil Cei-Rigotti. O clipe de carregamento contém cerca de 25 munições.

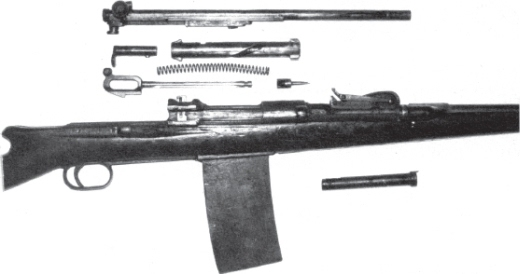
O fuzil Cei-Rigotti desmontado em campo.

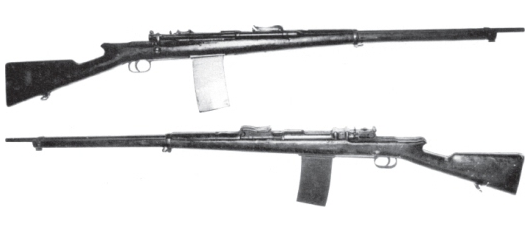
Uma versão do fuzil Cei-Rigotti em 1900.

O fuzil era operado a gás e tinha capacidade de fogo seletivo (tiros únicos ou automático). As informações disponíveis sobre esta arma são escassas e muitas vezes contraditórias.
De acordo com várias publicações, o protótipo do fuzil tinha câmara para o cartucho 6,5×52mm Carcano. A arma foi supostamente apresentada por Cei-Rigotti aos seus superiores em uma manifestação privada em 1895. Um jornal italiano noticiou este evento em 1900. De acordo com outra fonte, uma manifestação foi realizada publicamente em Roma em 13 de junho de 1900, quando 300 tiros foram disparados de forma automática antes que a arma esquentasse tanto que travasse. Ainda outra fonte menciona uma manifestação no mesmo ano no Arsenal de Brescia.
Os britânicos também encomendaram e testaram a arma após este evento, mas consideraram-na inadequada. O fuzil encontrado no Centro Nacional de Armas de Fogo do Reino Unido, em Leeds, tem câmara para o cartucho 7,65×53mm Mauser, assim como outro exemplo encontrado em uma coleção particular dos EUA.
Uma característica incomum do Cei-Rigotti era seu gatilho, que se estendia por uma fenda em todo o guarda-mato. Foi teorizado que a intenção era tornar a arma mais fácil de operar com luvas pesadas, mas na realidade é usada para soltar o ferrolho sem disparar acidentalmente a arma. O conjunto do guarda-mato também estava conectado ao carregador e precisava ser removido para que o carregador fosse substituído. Este carregador também é um grande ponto de discórdia entre os historiadores militares, pois, como a arma era recarregada por meio de clipes em vez de carregador destacável, muitos argumentam que isso desqualifica o Cei-Rigotti para ser classificado como fuzil de assalto. Alegadamente, existiam protótipos com carregadores com capacidade de até 50 tiros, mas ainda não há nenhuma evidência real conhecida disso, e o carregador de maior capacidade que pode ser visto nos desenhos da época é um de duas colunas para 30 tiros.

### Primeiros fuzis automáticos
- Browning Automatic Rifle
- Fedorov Avtomat
- Huot Automatic Rifle

### Primeiros fuzis autocarregáveis
- Fusil Automatique Modèle 1917